# 大和太郎
大和 太郎（やまと たろう、1965年9月19日 – ）は、日本の防衛官僚。

## 人物
大阪府出身。東京学芸大学附属高等学校を経て、慶應義塾大学法学部卒業。タフツ大学法律外交大学院（フレッチャースクール）修了（修士）。防衛省の国際派。

## 略歴
1990年　防衛庁入庁　防衛局防衛課
1995年　タフツ大学留学
2008年　大臣官房秘書課人事企画室長
2009年　防衛政策局防衛政策課戦略企画室長
2012年　情報本部分析部長
2013年　防衛政策局調査課長
2015年　防衛政策局日米防衛協力課長
2017年　防衛政策局防衛政策課長
2019年　内閣府国際平和協力本部事務局次長
2020年　防衛省防衛政策局次長
2022年　統合幕僚監部総括官
2023年　防衛省地方協力局長
2024年　防衛省防衛政策局長
2025年　防衛事務次官